# Manfred Wörner
Manfred Hermann Wörner (24 septembrie 1934 în Stuttgart-Bad Cannstatt – 13 august 1994 în Bruxelles) a fost un politician și diplomat german. A fost ministrul apărării al Germaniei de Vest între 1982 și 1988. Apoi a fost al șaptelea secretar general al NATO între 1988 și 1994. Mandatul său ca secretar general a marcat sfârșitul Războiului Rece și reunificarea Germaniei. În timp ce ocupa această funcție, a fost diagnosticat cu cancer, dar, în ciuda bolii sale, a continuat să servească până în ultimele sale zile.